# Texcoco-søen
Texcoco-søen er en sø i Mexico. Søen blev dannet i et lukket bækken uden afløb, hvorfor den var salt. Den dækkede en stor del af Anahuac-dalen, og udgjorde en del af et system bestående af fem søer, mellem 2.270 og 2.750 meter over havets overflade, i den nordlige del af det mexicanske højland.
Byen Tenochtitlán blev grundlagt i 1325 på en lille holm i den vestlige del af søen. Aztekerne lavede en stor kunstig sø, ved hjælp af et system svarende til fremstillingen af chinampaer. For at løse drikkevandsproblemet, byggede aztekerne dæmninger, der holdt søens saltvand adskilt fra regnvandsudløb. Det gav dem også kontrol over vandstanden i søen. Byen havde desuden et indre kanalsystem, som hjælp til kontrol af vandet.
Under Cortés' belejring af Tenochtitlán, blev dæmningerne ødelagt og aldrig genopbygget, hvorfor oversvømmelser blev et stort problem for den nye Mexico City, som blev opført på ruinerne af Tenochtitlán. I kolonitiden led Mexico City under periodiske oversvømmelser; i 1604 blev byen oversvømmet af søen og i 1607 var der en endnu mere alvorlig oversvømmelse. Under ledelse af Enrico Martínez (spansk for Heinrich Martin), blev der konstrueret et afløb til kontrol af vandstanden i søen, men endnu en oversvømmelse i 1629 dækkede det meste af byen i de efterfølgende fem år. Man diskuterede om byen skulle flyttes, men de spanske myndigheder besluttede at beholde dens nuværende placering. 
Efterhånden blev søen afvandet ved hjælp af kanaler og en tunnel til Pánuco-floden, men selv det kunne ikke forhindre oversvømmelser, da det meste af byen nu var under grundvandsspejlet. Ikke før det 20. århundrede fik man oversvømmelserne helt under kontrol.
De økologiske konsekvenser af afvandingen var enorme. Dele af dalene blev til halvørkener, og selv i dag lider byen af vandmangel. Nutidens oppumpning af vand fra undergrunden, er en af grundene til, at Mexico City årligt synker et par centimeter.
Søen dækker nu kun et lille område omgivet af en marsk 4 km øst for Mexico City. 